# フルタフーズ
フルタフーズ株式会社は富山県富山市に本社を置く日本の食品製造企業である。

## 概要
関連企業である昔亭と共に、畜肉製品のOEMやますの寿司などの米飯食品も製造している。
同社で生産するアメリカンドッグの日本市場のシェアは80％以上となっている。

## 沿革
出典: 
- 1971年1月 - 古田食品工業を個人創業。
- 1979年11月 - フルタフーズ株式会社に社名変更。
- 1995年11月 - 本社工場を富山市西二俣にて稼働開始。
- 2011年4月 - 本社工場他でISO22000を取得。

## 事業所
出典: 
- 本社（本社工場、富山県富山市西二俣）
- 金屋工場（富山県富山市金屋）
- 砺波工場（富山県砺波市秋元）
- 射水工場（富山県射水市鷲塚)
- 富山工場（富山県富山市上冨居）
- 秋ケ島工場（富山県富山市秋ケ島）
- 豊田工場（富山県富山市下冨居）
- 萩原工場（富山県富山市萩原）
- 石瀬工場（富山県高岡市石瀬）
- 首都圏事業本部（東京都中央区月島）